# Caso Brokerval
El caso Brokerval fue un caso de corrupción política y económica que tuvo como centro la sociedad de valores Brokerval de Palma de Mallorca.

## Relación de los hechos
Broker Balear Agencia de Valores S.A. (Brokerval) fue intervenida por la Policía el 30 de junio de 1994 y pocos días después, también fue intervenida su filial Inverbroker. La razón: el dinero que los clientes invertían en Fondos del Tesoro, se desviaban a inversiones de alto riesgo sin la preceptiva autorización. En total, el dinero que se desviaron fueron unos 600 millones de pesetas y, además, se descubrió una gran cantidad de dinero negro.
Francisco Berga Picó (director de Brokerval) y Francisco Tous Aguiló (consejero delegado de la empresa) fueron condenados a una pena de seis años y nueve meses y seis años y seis meses de prisión, de manera respectiva, por el delito de apropiación indebida continuada.
En su momento, la Audiencia consideró probado que los dos procesados eran consejeros delegados de la empresa Brokerval y que entre 1992 y 1994 llevaron a cabo múltiples desinversiones de los fondos que sus clientes les habían confiado para unas inversiones determinadas, sin que éstos lo supieran. Así, «desviaron las inversiones, acordadas con los dueños del dinero, para destinarlas a usos no autorizados por sus propietarios legítimos, particularmente en compañías o sociedades cercanas a los intereses de los dos condenados como autores, inversiones que no eran ni solventes ni rentables.

## Principales implicados
- Francisco Berga Picó: Director de la empresa Brokerval
- Francisco Tous Aguiló: Consejero delegado de la empresa Brokerval

## Sentencia
De los 7 principales sospechosos, 6 fueron condenados.